# Rokocina
Rokocina – wieś w Polsce położona w województwie mazowieckim, w powiecie sochaczewskim, w gminie Iłów.
Sołectwo Budy Iłowskie-Rokocina tworzą wsie Budy Iłowskie i Rokocina.
W latach 1975–1998 miejscowość administracyjnie należała do województwa płockiego.